# Суд Высокой комиссии
Суд Высокой комиссии (англ. Court of High Commission) — верховный церковный суд в Англии и Шотландии, существовавший до Английской революции XVII века.
Возникновение Суда Высокой комиссии в Англии связано с укреплением королевской власти в период правления королевы Елизаветы I. В 1580-х годах заседания суда приобрели регулярный характер. В его состав входили члены Тайного совета королевы, епископы, дьяконы и другие высшие должностные лица англиканской церкви, а также, иногда, юристы и пэры Англии. Председательствовал на заседаниях суда, обычно, архиепископ Кентерберийский. До конца правления Якова I компетенция суда ограничивалась архиепископством Кентерберийским и не включала в себя территории, подчиненные архиепископу Йоркскому.
В 1610 году Суд Высокой комиссии был введен в Шотландии. В его состав вошли представители пресвитерианского духовенства и советники короля. Шотландский суд действовал в тесном контакте с Тайным советом Шотландского королевства и был призван упорядочить систему управления пресвитерианской церкви, подчинив её королевской власти
Суды Высокой комиссии стали главными органами королевского влияния в церковных вопросах. В период правления Карла I с их помощью король пытался провести реформу богослужения как в англиканской, так и в пресвитерианской церкви в духе арминианства. Это вызвало массовое возмущение, что стало одной из причин восстания в 1637 году в Шотландии и последующей Английской революции. Лозунг уничтожения Суда Высокой комиссии стал одним из главных требований оппозиции обоих британских государств.
В 1638 году генеральная ассамблея шотландской церкви приняла решение о ликвидации Суда Высокой комиссии. В Англии суд был упразднен в 1641 году одним из первых актов «Долгого парламента». В период правления Якова II Суд Высокой комиссии был восстановлен (1686 год), однако после свержения короля в 1688 году он был окончательно упразднен.